# オーストリア未来同盟

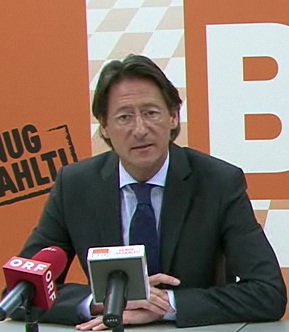
ヨーゼフ・ブフナー :オーストリア未来同盟 -党首

オーストリア未来同盟（オーストリアみらいどうめい、ドイツ語: Bündnis Zukunft Österreich, BZÖ）は、オーストリアの極右政党。オーストリア未来連合などとも訳される。2019年のオーストリア議会選挙では、ケルンテン州でのみしか候補者を出せず、得票は760票（全国有権者の0.02%）のみであった。そのため、2024年のオーストリア議会選挙では候補者を出せなかった。

## 概要
2008年11月19日以降は党首が不在で、ヘルベルト・シャイプナーが代行している。また国民議会における会派代表 (Klubobmann) にはヨーゼフ・ブフナーが務めている。
オーストリア自由党党首で同党を離党したイェルク・ハイダーや、元社会相で姉のウルズラ・ハウプナーら元自由党幹部によって2005年4月4日に結成された。分裂前の自由党には国民議会議員が18名所属していたが、そのうち16名が未来同盟結成に参加した。ところが2006年の総選挙では獲得議席数が7にとどまった。
2008年9月28日の国民議会選挙で未来同盟は21議席を獲得し、躍進した。しかしその直後の同年10月11日、党首を務めていたイェルク・ハイダーが交通事故により急死し、その後継にハイダーの側近であったシュテファン・ペッツナーが指名された。ところが翌月の11月19日にペッツナーは党首指名を辞退し、議会の会派代表にヨゼフ・ブーハーが、党首は不在としてその代行に元国防相のヘルベルト・シャイプナーがそれぞれ務めるという人事が発表された。
ハイダーが党首を務めていた時期は極右政党とみなされていたオーストリア未来同盟であるが、現在では政治的スペクトルを中道右派に修正している。
2013年9月29日に行われた国民議会選挙では議席獲得に必要な得票率5％に届かず議席を失った。